# Bird Set Free
Pistes de This Is Acting
Alive
(2)
Bird Set Free est une chanson enregistrée par Sia pour son septième album studio This Is Acting (2016).

## Contexte
Dans une interview avec Rolling Stone, Sia a dit que la chanson a été écrite pour la bande-son de Pitch Perfect 2, mais ils l'ont rejeté en faveur de Flashlight (en). Ensuite, elle l'a envoyée à Rihanna, qui l'a rejetée, puis à Adele, qui l'a enregistrée mais a décidé de la laisser à Sia.

## Composition
La chanson Bird Set Free est écrite dans la tonalité du Fa mineur.

## Réception critique
Le Rolling Stone a dit que la chanson est « libératrice ». Dans une critique de l'album This Is Acting, Kathy Iandolf d'Idolator (en) a écrit « Cet album est sombre, indiqué par le premier single Alive, mais aussi par Bird Set Free, où Sia prend un vœu solennel de libération émotionnelle au milieu de fortes touches de piano. » Alex McCown de The A.V. Club l'a appelé « la meilleure hymne à l'émancipation féminine que Katy Perry ait jamais écrite ». Nommant la chanson « hymne ginorme à l'émancipation », Hugh Montgomory de The Independent a écrit « Sia produit quelque chose de plus complexe, cris de guerre d'une âme volatile ».

## Promotion
Sia a interprété Bird Set Free et Alive à l'épisode du 7 novembre 2015 de Saturday Night Live,.

## Utilisation dans les médias
La chanson a figuré sur le générique de fin du film d'horreur Instinct de survie (The Shallows) sorti en 2016.
Elle a également figuré dans le film thriller Rivales (Unforgettable), de Denise Di Novi, sorti le 21 avril 2017.

## Hit-parade
| Hit-parade (2015-16-                         | Meilleure position |
| -------------------------------------------- | ------------------ |
| Australie (ARIA)                             | 36                 |
| Canada (Canadian Hot 100)                    | 98                 |
| République tchèque (Singles Digitál Top 100) | 69                 |
| France (SNEP)                                | 49                 |
| New Zealand Heatseekers (Recorded Music NZ)  | 9                  |
| Slovaquie (Singles Digitál Top 100)          | 65                 |
| Suède Heatseeker (Sverigetopplistan)         | 13                 |
| Suisse (Schweizer Hitparade)                 | 69                 |
| UK singles (Official Charts Company)         | 92                 |